# ヘイトスフィア
ヘイトスフィア (Hatesphere)は、デンマーク出身のデスラッシュバンド。
1992年の結成当初は「Cauterized」という名前で結成され、その後「Necrosis」というバンド名を経て、2000年に現バンド名に改名。

## 略歴
黎明期
1992年にデンマーク第二の都市、オーフスで高校生3人組で「カーテライズド」(Cauterized）という名前で結成。結成当時のメンバーは、クラウス・ニルセン(Vo)、フランツ・ディン(G/B)、イェスパー・モエスゴール(Ds)である。結成してから間もなく、バンド名を「ネクロシス」(Necrosis）に変更。バンド名変更後、ギタリストのピーター・リーゼ・ハンセン(G)が加入。更にヤン・モエスゴール(G)が加入して、フランツ・ディンはベース専任となった。
1995年に、1stデモ『Condemned Future』をリリース。リリース後、クラウス・ニルセンが脱退し、ヤコブ・ブレダール(Vo)が加入する。1997年に2ndデモ『Disconnected』をリリース。続く1998年には、3rdデモ『Spring98-Promo』をリリース。リリース後、フランツ・ディンが脱退し、ミカエル・アーラート・ハンセン(B)が加入。これらのデモで、音楽プロデューサーでもあるヤコブ・ハンセンが興味を持ち、ヤコブ・ハンセンのレーベル・シリアス・エンターテイメントのコンピレーション・アルバムに参加した。参加した後、ヤン・モエスゴールが脱退し、ジギー(G)が加入。
デビュー
シリアス・エンターテイメントとのディールが持ちかけられ、2000年にバンド名を「ヘイトスフィア」(Hatesphere)に変更。1stアルバム制作に取り掛かるが、スタジオ閉鎖などの煽りを受け、アルバムが出せない状況に陥る。その後、イタリアの「スカーレット・レコード」と契約し、1stアルバム『Hatesphere』をリリースしデビューする。日本でもサウンドホリックからリリースされ、以降サウンドホリックが日本盤リリースを担う。リリースの同時期にイェスパー・モエスゴールが脱退。モルテン・トフト・ハンセン(Ds)が加入して活動を続ける。この交代で、早くもカーテライズドのオリジナルメンバーは全員脱退した。
2002年に2ndアルバム『Bloodred Hatred』をリリース。リリース後、ジギーが脱退。ヘンリク・バストラップ・ハンセン(G)が加入。その翌年には、モルテン・トフト・ハンセンが脱退し、アンダース・ギルデンオール(Ds)が加入。
2004年に3rdアルバム『Ballet of the Brute』をリリース。リリース後、「スカーレット・レコード」を離脱。SPVのサブレーベル、「スティームハマー・レコード」に移籍。
メンバーチェンジ〜現在

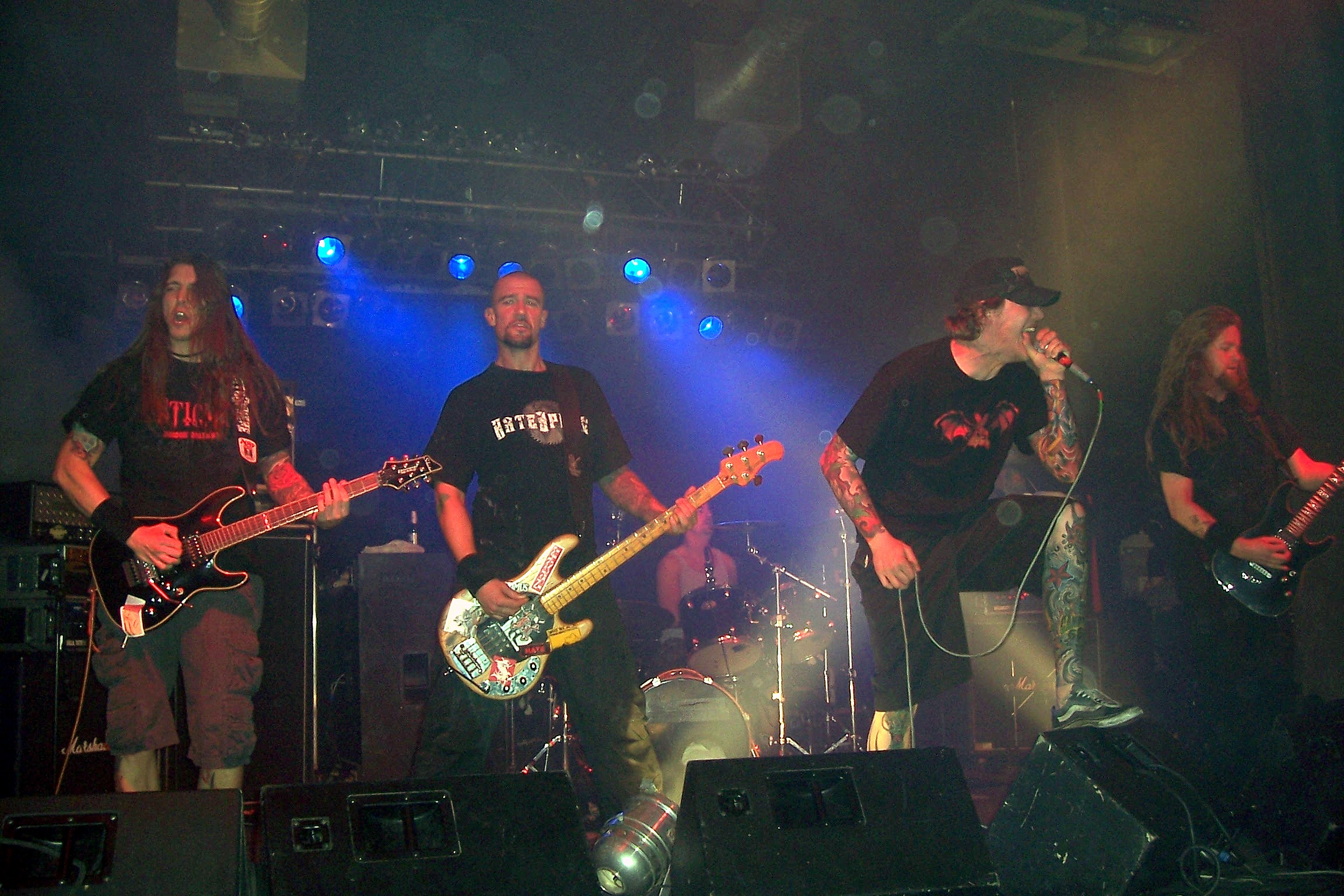
ドイツ・ベルリン公演 (2005年2月)

2005年にEP『The Killing EP』、4thアルバム『The Sickness Within』、2007年に5thアルバム『Serpent Smiles and Killer Eyes』をリリース。5thアルバムは日本では「ハウリング・ブル・エンターテイメント」からリリースされた。リリース後、「スティームハマー・レコード」を離脱。また、ヤコブ・ブレダール、ヘンリク・バストラップ・ハンセン、ミカエル・アーラート・ハンセン、アンダース・ギルデンオールの4名が脱退。そして、ヨナタン・アルブレクトセン(Vo)、ヤコブ・ニーホルム(G)、ミクセン・リンドベリ(B)、デニス・ブール(Ds)が加入。オーストリアの「ナパーム・レコード」に移籍した。
2009年に6thアルバム『To the Nines』をリリース。同アルバムでは再びサウンドホリックが日本盤リリースを行っている。リリース後、同年にデニス・ブールが脱退し、マイク・パーク・ニルセン(Ds)が加入。2010年には、ヨナタン・アルブレクトセンが脱退し、エスベン・ハンセン(Vo)が加入。
2011年に、ミクセン・リンドベリが脱退し、ジミー・ネデルゴール(B)が加入し、7thアルバム『The Great Bludgeoning』をリリースした。同アルバムの日本盤はリリースされなかった。
2013年に「マサカー・レコード」に移籍。同年に8thアルバム『Murderlust』をリリース。
2015年、9thアルバム『New Hell』をリリース。2016年にヤコブ・ニーホルムが脱退し、カスパー・キルケゴール (G)が加入した。2018年、10thアルバム『Reduced to Flesh』をリリース。同アルバムは2009年の6thアルバム『To the Nines』以来9年ぶりに日本盤がアヴァロン・レーベルからリリースされた。
2020年4月に、ボーカリストのエスベン・ハンセンが脱退した。脱退発表の時点では、ハンセンの後任は未定ながら、ライヴセッションとしてカロやブラッド・イーグルで活動するミカエル・オルソン (Vo)が参加することも発表された。2022年3月に、新ボーカルとしてマティアス・ウルデール (Vo)が加入することが発表された。

## メンバー
※2022年3月時点

### 現ラインナップ
- マティアス・ウルデール (Mathias Uldall) - ボーカル (2022 - )
- ピーター・"ペペ"・リーゼ・ハンセン (Peter "Pepe" Lyse Hansen) - ギター (1993 - )
ネクロシス時代から在籍し続けている。
- カスパー・キルケゴール (Kasper Kirkegaard) - ギター (2016 - )
- ジミー・ネデルゴール (Jimmy Nedergaard) - ベース (2011 - )
- マイク・パーク・ニルセン (Mike Park Nielsen) - ドラムス (2009 - )
マーサナリー、フェロシティでも活動していた。

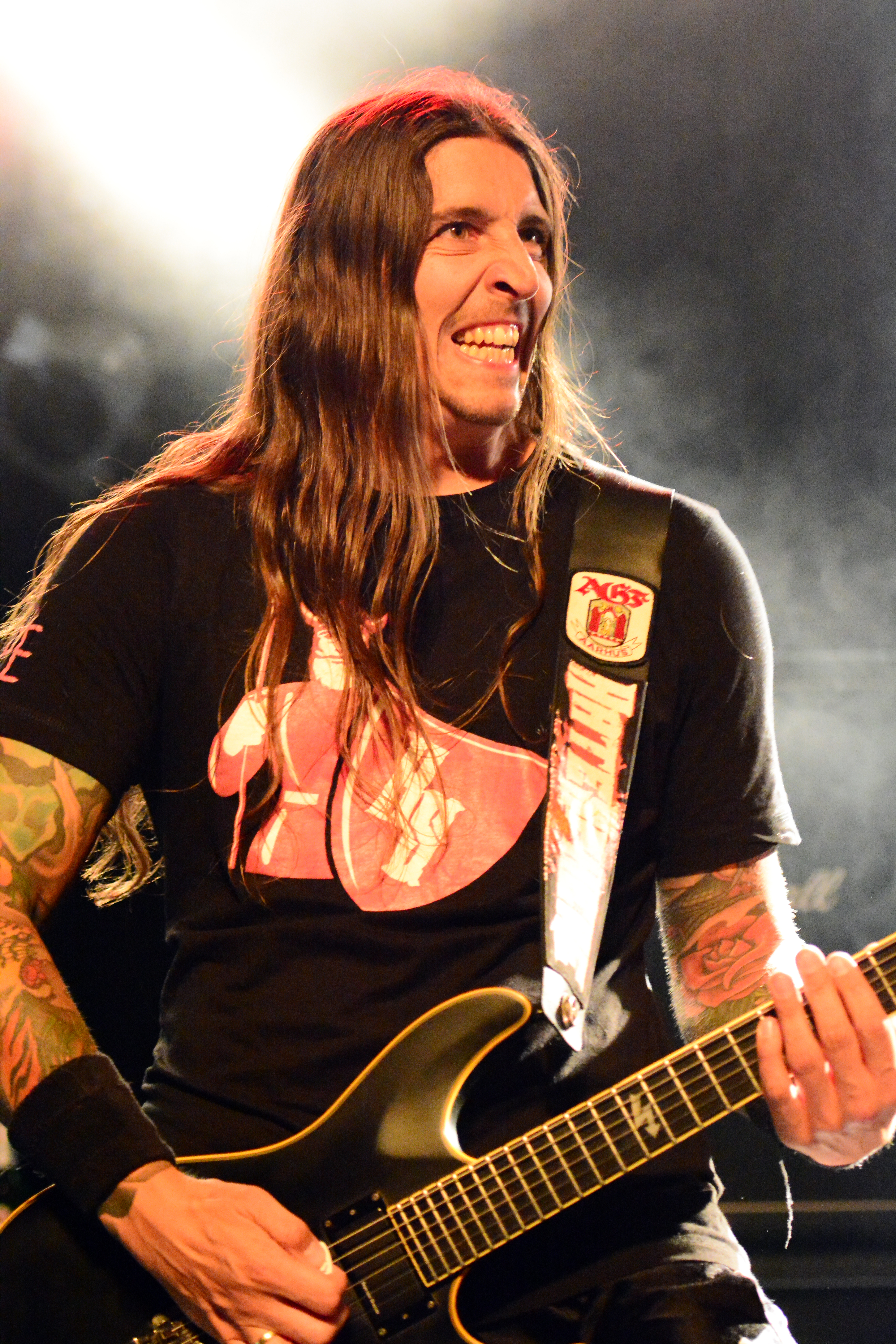
ピーター・ハンセン(G) 2014年
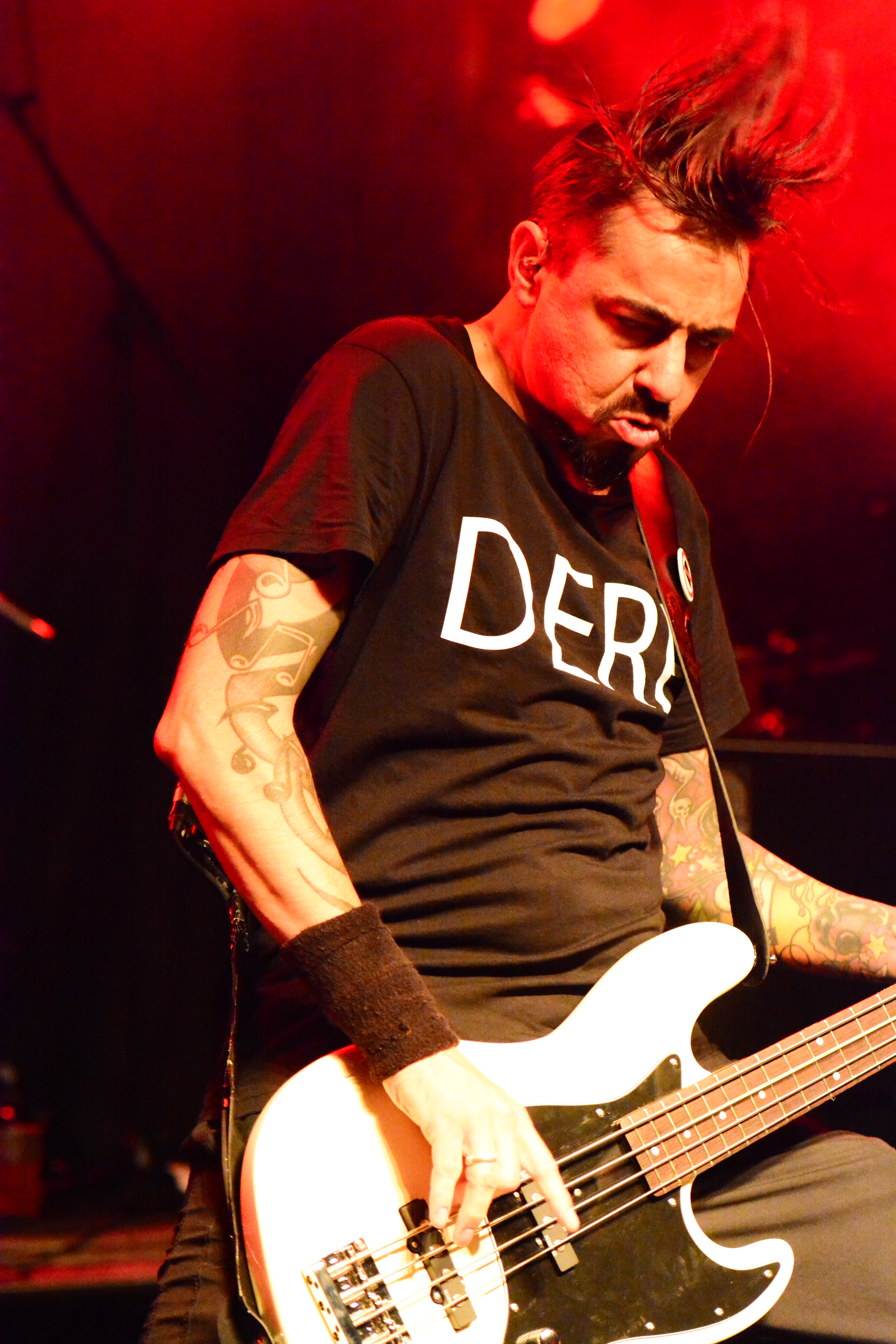
ジミー・ネデルゴール(B) 2014年

### 旧メンバー

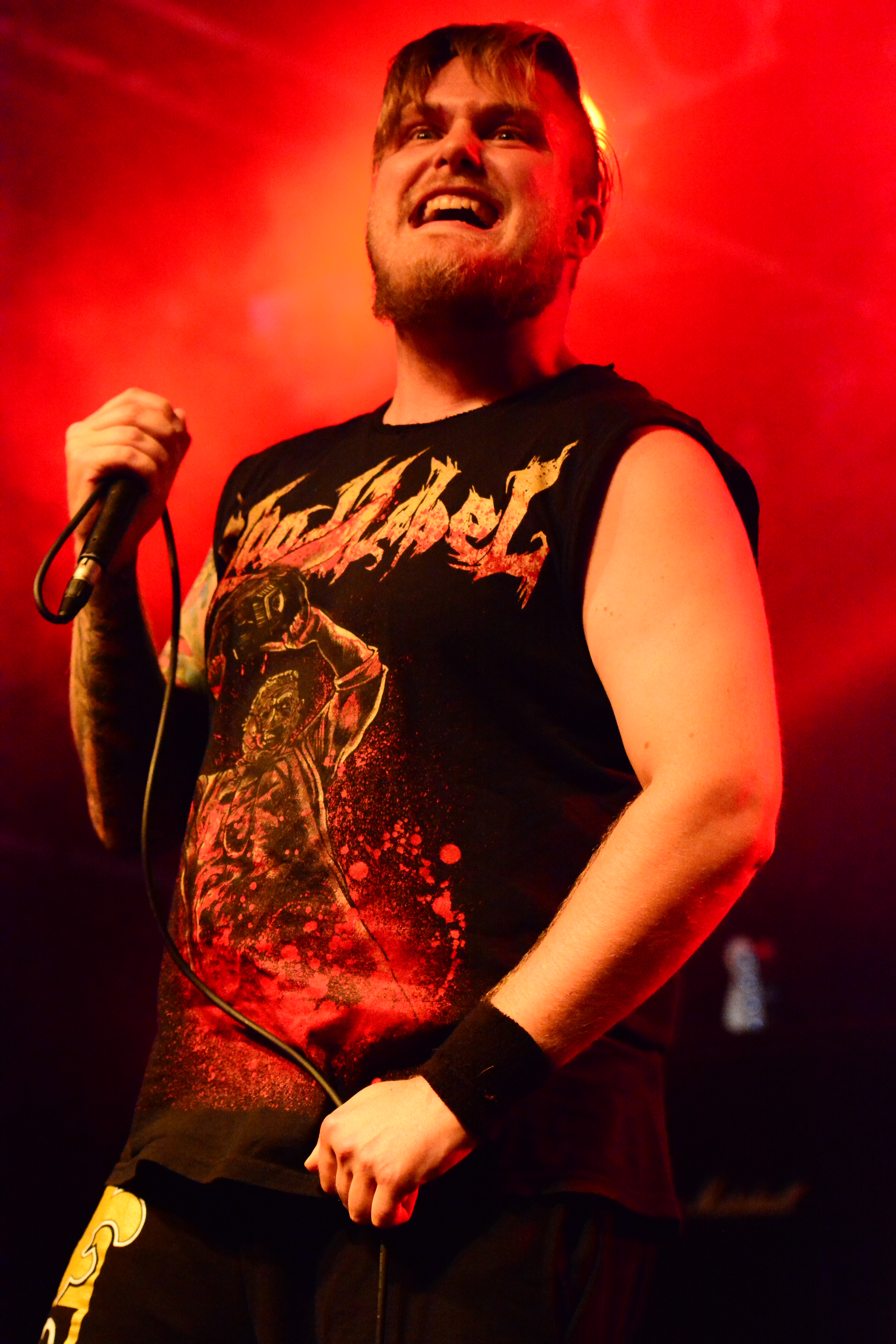
エスベン・ハンセン(Vo) 2014年

- クラウス・ニルセン (Claus Nielsen) - ボーカル (1992 - 1996)
アンガーでも活動。
- ヤコブ・ブレダール (Jacob Bredahl) - ボーカル (1996 - 2007)
ザ・カンディデイト、アルヘルヤでも活動。
- ヨナタン・"ヨラー"・アルブレクトセン (Jonathan "Joller" Albrechtsen) - ボーカル (2007 - 2010)
スカード・バイ・ビューティで活動。
- エスベン・"エッセ"・エルネゴール・ケアー・ハンセン (Esben "Esse" Elnegaard Kjaer Hansen) - ボーカル (2010 - 2020)
アズ・ウィー・ファイトでも活動していた。
- ヤン・モエスゴール (Jan Moesgaard) - ギター (1995 - 2000)
- ニルス・ピーター・"ジギー"・ジークフレッドセン - (Niels Peter "Ziggy" Siegfredsen) - ギター (2000 - 2002)
- ヘンリク・バストラップ・ヤコブセン (Henrik Bastrup Jacobsen) - ギター (2002 - 2007)
コールドボーン、フュリアス、トラウマ、サドゴートでも活動。
- ヤコブ・ニーホルム (Jakob Nyholm) - ギター (2007 - 2016)

ドーン・オヴ・ディマイズ、コールドボーンでも活動していた。
- フランツ・ディン (Frantz Dhin) - ベース (1992 - 1999)
ヤン・モエスゴールが加入する前まではギターも兼任していた。
- ミカエル・アーラート・ハンセン (Mikael Ehlert Hansen) - ベース (1999 - 2007)
コールドボーン、アーティレリーでも活動。
- ミクセン・リンドベリ (Mixen Lindberg) - ベース (2007 - 2011)
- イェスパー・モエスゴール (Jesper Moesgaard) - ドラムス (1992 - 2001)
- モルテン・トフト・ハンセン (Morten Toft Hansen) - ドラムス (2001 - 2003)
- アンダース・"アンディ・ゴールド"・ギルデンオール (Anders "Andy Gold" Gyldenøhr) - ドラムス (2003 - 2007)

グロープ、ピクシー・キーラーズ、アーティレリーでも活動。
- デニス・ブール (Dennis Buhl) - ドラムス (2007 - 2009)
イーヴル・マスカレード、シンフォニアでも活動。

## ディスコグラフィ
- Hatesphere (2001)
- Bloodred Hatred (2002)
- Something Old, Something New, Something Borrowed and Something Black (EP) (2003)
- Ballet of the Brute (2004)
- The Killing EP (EP) (2005)
- The Sickness Within (2005)
- The King Of The Dead/Vote With A Bullet (Single) (2007)
- Serpent Smiles and Killer Eyes (2007)
- To the Nines (2009)
- The Great Bludgeoning (2011)
- Murderlust (2013)
- New Hell (2015)
- Reduced to Flesh (2018)

### Necrosis名義
- Condemned Future (Demo) (1995)
- Disconnected (Demo) (1997)
- Spring '98 Promo (Demo) (1998)